# Hazard Center (Tranvía de San Diego)
Hazard Center es una estación y Centro de Tránsito del Trolley de San Diego localizada en Mission Valley Oeste, barrio de San Diego, California, funciona con la línea Verde y el Servicio de Eventos Especiales. La estación de la que procede a esta estación es Fashion Valley Transit Center y la estación siguiente es Mission Valley Center.

## Zona
La estación se encuentra localizada en Hazard Center Drive y muy cerca de Mission Center Road y cerca del centro comercial Hazard Center Shopping Center.

## Conexiones
La estación no cuenta con conexiones directas de rutas. 